# Iglesia de San Juan (Bellcaire)

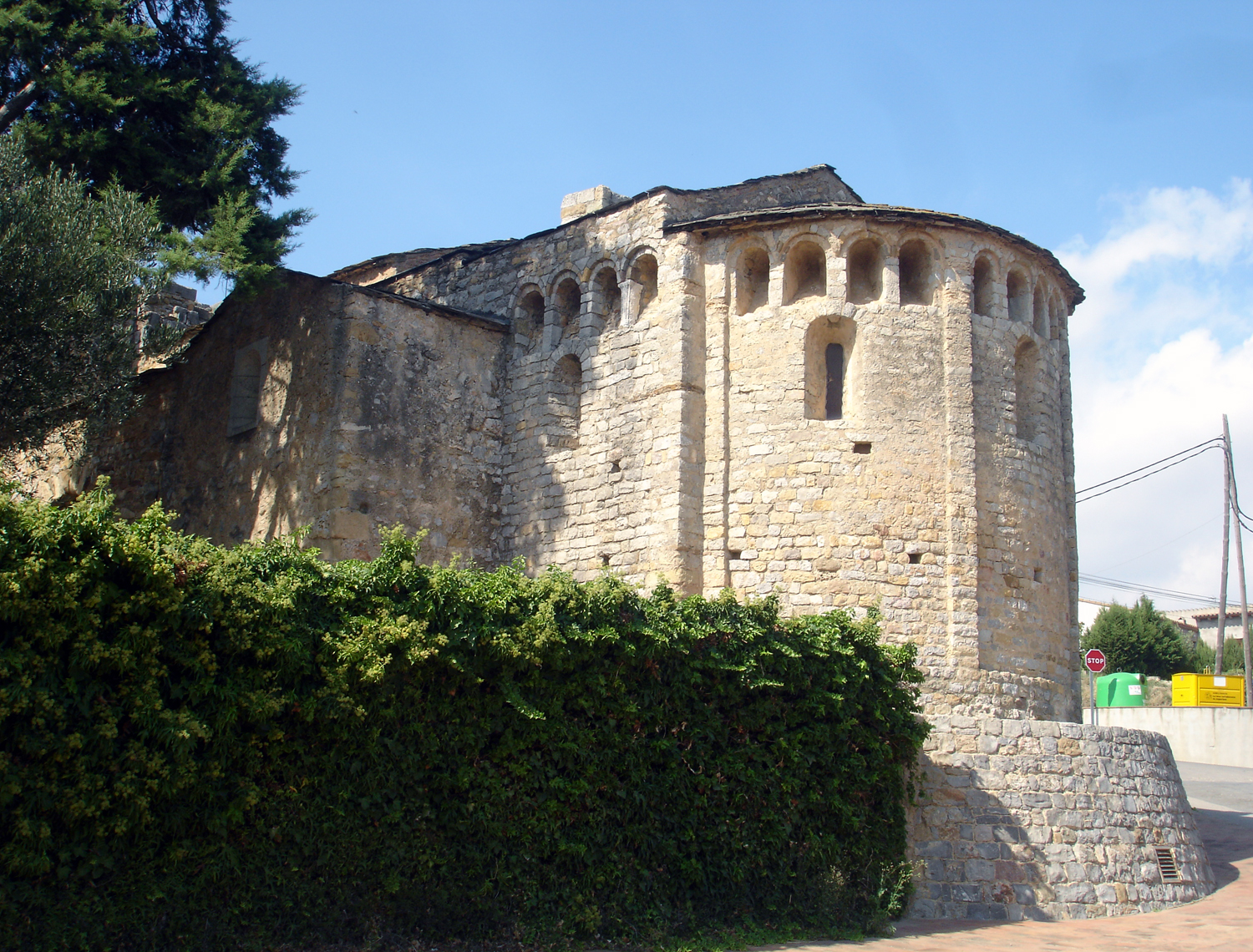
Iglesia de San Juan de Bellcaire

La iglesia de San Juan de Bellcaire, se encuentra situada en la localidad de Bellcaire en la comarca catalana del Bajo Ampurdán. 
Está declarada Monumento Histórico Artístico nacional.

## Historia
La Iglesia se nombra, como Sant Joan in Bedenga, en una bula papal de Silvestre II del año 1002 en la que se confirma como parte de las posesiones de la catedral de Gerona.
Fue iglesia parroquial hasta finales del siglo XVII, quedando como capilla del cementerio hasta la construcción de uno nuevo en los años 1950. Quedó abandonada y sin culto hasta la restauración de 1960 cuando volvió a compartir la parroquialidad con la iglesia del castillo de Bellcaire.

## El edificio
La planta es una construcción basilical de tres naves, la nave central cubierta con bóveda de cañón y las laterales con bóvedas de cuarto de círculo. Se comunican por medio de dos arcos de herradura a cada lado sostenidos por pilares. El ábside es semicircular con bóveda de cuarto de esfera y transepto. Este y las naves son de época prerrománica, como también una absidiola de herradura visible al lado norte, entre el ábside y el brazo del transepto. 

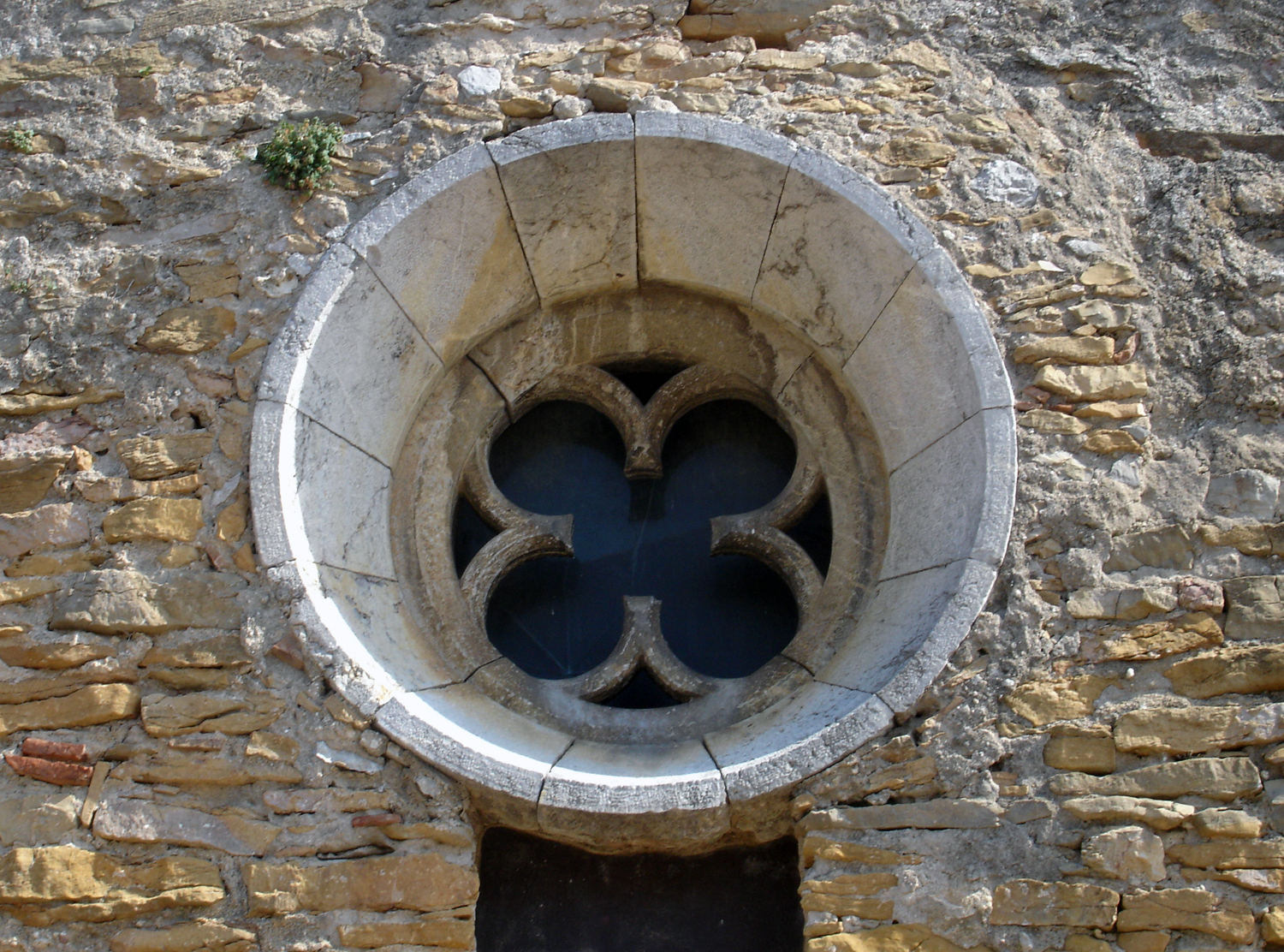
rosetón exterior.

El descubrimiento de unos cimientos de un ábside central rectangular se ha interpretado que formaba parte, junto con la absidiola, de una construcción triabsidial edificada sobre restos romanos, datable entre los siglos IX y X. Se construyó una nueva cabecera lombarda en el siglo XI y aún hay reformas posteriores en los siglos XIII y XIV, sobre todo en el frontis, como son la puerta con tímpano y el rosetón de encima de ella. Tiene otras dos puertas laterales prerrománicas. Por el exterior, el ábside presenta decoración lombarda de un friso con serie de cuatro ventanas ciegas con lesenas.

## Pintura
El ábside está decorado con pinturas murales románicas del siglo XII, atribuidas al círculo del Maestro de Osormort. Se pueden ver algún fragmento in situ, pero la mayor parte está en el Museo de Arte de Gerona. Representan el Pentecostés y la Santísima Trinidad.